# توفيق عبد الله
توفيق عبد الله (23 يونيو 1897 القاهرة، مصر - 1963 القاهرة، مصر) هو لاعب ومدرب كرة قدم مصري سابق كان يلعب كمهاجم، شارك مع منتخب مصر في الألعاب الأولمبية الصيفية 1920. بدأ مشواره الكروي في نادي الزمالك وكان عضوا في أول فريق تم تأسيسه للنادي. احترف في العديد من الأندية الأوروبية والأمريكية. اعتزل لعب كرة القدم في عام 1932. عمل في مجال التدريب بعد اعتزاله وقام بتدريب نادي الزمالك ومنتخب مصر. عبد الله هو المدير الفني الأكثر تحقيقا للبطولات في تاريخ نادي الزمالك حتى الآن.

## المسيرة الرياضية

### لاعب

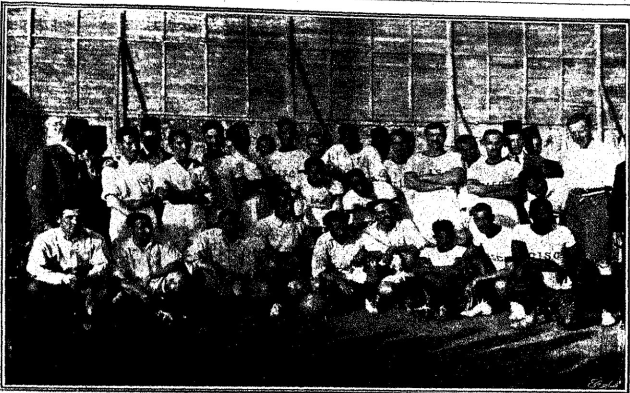
صورة لفريق نادي الزمالك عام 1917

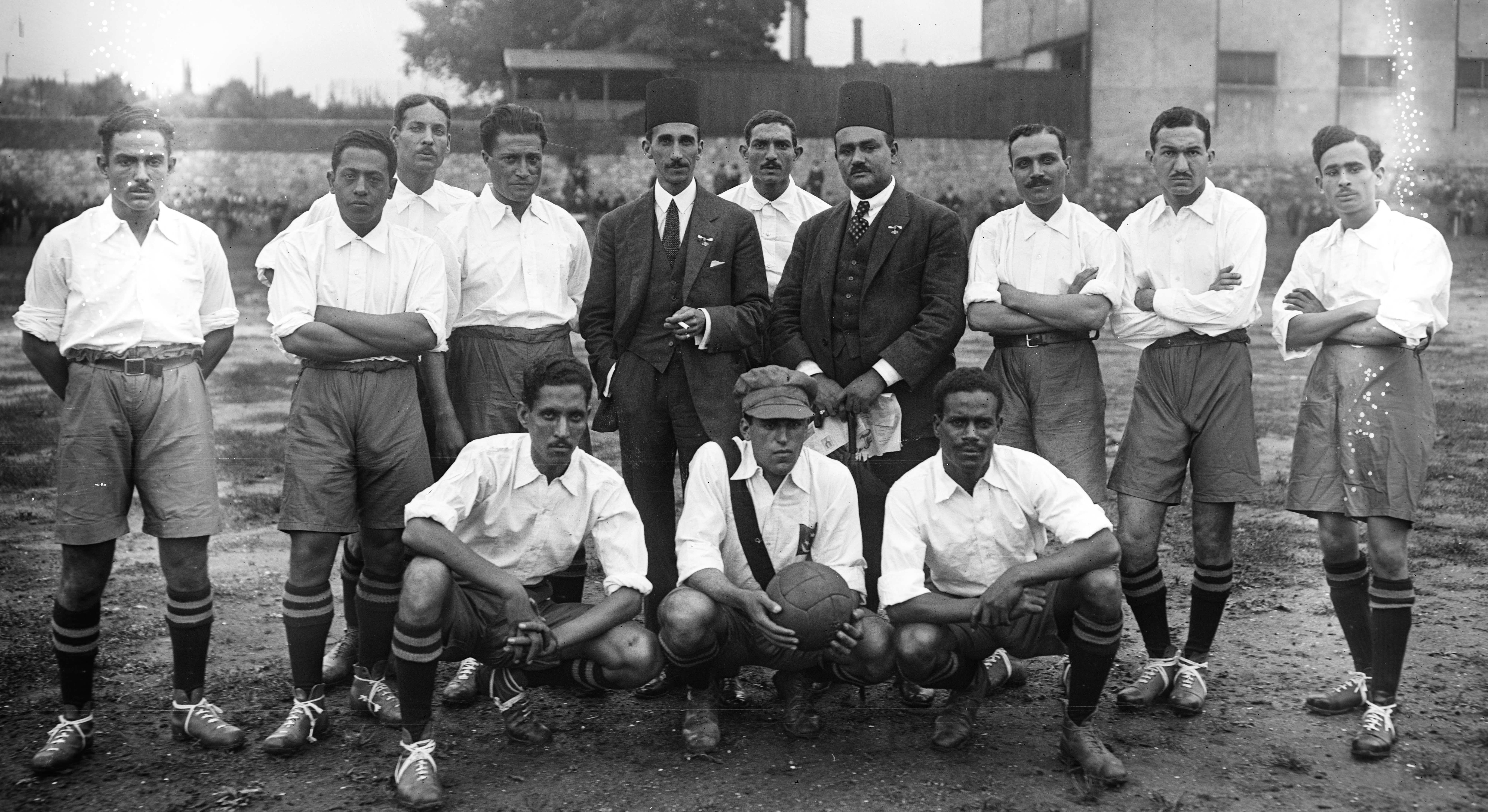
عبد الله (الأول واقفا من اليسار) مع الفريق القومي المصري في الألعاب الأولمبية الصيفية 1920

بدأ توفيق عبد الله مسيرته الكروية في مصر مع نادي الزمالك في 1911، ولعب لصالح منتخب مصر في دورة الألعاب الأولمبية الصيفية عام 1920. وبعد عشر سنوات مع الزمالك، انتقل إلى الدوري الإنجليزي. وفي إنجلترا، لعب لصالح نادي ديربي كاونتي في الدرجة الأولى. كما كان نشطًا في بعض أندية الدرجة الأدنى في إنجلترا واسكتلندا وويلز قبل أن يلعب لصالح العديد من الأندية في الدوري الأمريكي لكرة القدم بين عامي 1924 و1928. وهناك فاز بكأس الولايات المتحدة المفتوحة مع ناديي فول ريفر ماركسمين ونيويورك ناشيونالز عامي 1927 و1928 علي التوالي. وبعد عودته إلى مصر، لعب لفترة قصيرة في الأهلي وفاز معه بكأس السلطان حسين عام 1929 وكأس مصر عام 1930، قبل أن يعود مرة أخرى إلى نادي الزمالك، حيث فاز مع الفريق بكأس مصر عام 1932 والدوري في موسم 1931–32. واعتزل كرة القدم الاحترافية في كندا.

### مدرب

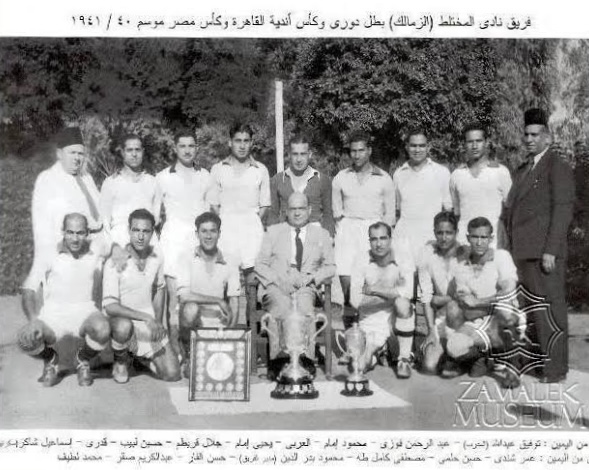
عبد الله المدير الفني لنادي الزمالك (الأول من اليمين) مع فريقه عام 1941

حاول عبد الله أن يثبت نفسه كمدرب في أمريكا الشمالية، ولم ينجح، فعاد إلى مصر واعتزل كرة القدم الاحترافية عام 1932. بعد الاعتزال عمل مدربًا في مصر، حيث أدار نادي الزمالك من عام 1937 إلى عام 1945. وبينما كان مديرًا فنياً لنادي الزمالك، تولي تدريب المنتخب المصري بين عامي 1940 و1944. كمدير فني للزمالك، فاز بكأس مصر أربع مرات في (1938، 1941، 1943، 1944)، وأربعة ألقاب لدوري منطقة القاهرة في (1939-40، 1940-41، 1943-44، 1944-45)، وكأس الملك فؤاد مرة واحدة في (1940-41). عبد الله هو المدير الفني الاكثر تحقيقا للبطولات في تاريخ نادي الزمالك حتى الأن.

## الإنجازات

### لاعب
فول ريفر ماركسمين
- كأس الولايات المتحدة المفتوحة: 1927

نيويورك ناشيونالز
- كأس الولايات المتحدة المفتوحة: 1928

الأهلي
- كأس السلطان حسين: 1929
- كأس مصر: 1930

الزمالك
- كأس مصر: 1932
- دوري منطقة القاهرة: 1931–32

### مدرب
الزمالك
- كأس مصر: 1937–38، 1940–41، 1942–43، 1943–44
- دوري منطقة القاهرة: 1939–40، 1940–41، 1943–44، 1944–45
- كأس الملك فؤاد: 1940–41

## روابط خارجية
- توفيق عبد الله على موقع ناشيونال فوتبول تيمز (الإنجليزية)
- توفيق عبد الله على موقع أوليمبيديا (الإنجليزية)